# Seznam premiérů Republiky srbské
Prémier republiky srbské (srbsky Предсједник Владе Републике Српске, bosensky Predsjednik Vlade Republike Srpske, chorvatsky Predsjednik Vlade Republike Srpske) —  legitimně zvolený vedoucí vlády Republiky srbské.

## Seznam premiéru
| Jméno              | Životopisná data | V úřadu           | V úřadu           | Politická strana                      |
| Jméno              | Životopisná data | od                | do                | Politická strana                      |
| ------------------ | ---------------- | ----------------- | ----------------- | ------------------------------------- |
| Branko Đerić       | * 1948           | 22. duben 1992    | 20. leden 1993    | Srbská demokratická strana            |
| Vladimir Lukić     | * 1933           | 20. leden 1993    | 18. srpen 1994    | Srbská demokratická strana            |
| Dušan Kozić        | * 1958           | 18. srpen 1994    | 16. říjen 1995    | Srbská demokratická strana            |
| Rajko Kasagić      | * 1942           | 16. říjen 1995    | 18. květen 1996   | Srbská demokratická strana            |
| Gojko Kličković    | * 1955           | 18. květen 1996   | 31. leden 1998    | Srbská demokratická strana            |
| Milorad Dodik      | * 1959           | 31. leden 1998    | 16. leden 2001    | Svaz nezávislých sociálních demokratů |
| Mladen Ivanić      | * 1958           | 16. leden 2001    | 17. leden 2003    | Strana demokratického rozvoje         |
| Dragan Mikerević   | * 1955           | 17. leden 2003    | 17. únor 2005     | Strana demokratického rozvoje         |
| Pero Bukejlović    | * 1946           | 17. únor 2005     | 28. únor 2006     | Srbská demokratická strana            |
| Milorad Dodik      | * 1959           | 28. únor 2006     | 15. listopad 2010 | Svaz nezávislých sociálních demokratů |
| Anton Kasipović    | * 1956           | 15. listopad 2010 | 29. prosinec 2010 | nestraník, úřadující                  |
| Aleksandar Džombić | * 1968           | 29. prosinec 2010 | 12. březen 2013   | Svaz nezávislých sociálních demokratů |
| Željka Cvijanović  | * 1967           | 12. březen 2013   | 19. listopad 2018 | Svaz nezávislých sociálních demokratů |
| Srebrenka Golić    | * 1958           | 19. listopad 2018 | 18. prosinec 2018 | Svaz nezávislých sociálních demokratů |
| Radovan Višković   | * 1964           | 18. prosinec 2018 | v úřadu           | Svaz nezávislých sociálních demokratů |